# Rio Aa (Mosa)
O Aa é um rio neerlandês no centro-leste e leste da província de Brabante do Norte. Sua nascente está localizada na província de Limburgo, próxima a Meijel. Em 's-Hertogenbosch, ele junta-se ao Dommel para formar o Dieze. Desde 1922, o rio foi canalizado ao longo da maior parte de seu curso.

## Geografia
A nascente do rio Aa está situada perto de Meijel, na região de Peel, província de Limburgo. O rio corre no sentido oeste, e depois segue para o norte para passar entre Asten e Someren. Próximo a Lierop, o rio Aa recebe o Kleine Aa. O Aa atravessa Helmond com o nome de Nieuwe Aa. Entre Helmond e Beek en Donk, o rio retoma seu nome anterior e recebe o Bakelse Aa em sua margem direita. Ele continua seu curso na direção norte até descrever uma ampla curva para o oeste/noroeste passando por Erp e atravessando Veghel até passar a leste de Heeswijk-Dinther. Após Berlicum, o rio Aa ingressa no município de 's-Hertogenbosch, pela antiga aldeia de Hintham. Em um local chamado De Muntel, o Aa junta-se ao rio Dommel e ao Zuid-Willemsvaart. A partir deste ponto, o Aa e o Dommel formam o rio Dieze, que desagua no Mosa, a norte de 's-Hertogenbosch.